# موتور استرلینگ

موتور استیرلینگ مدل آلفا. در این جا دو سیلندر وجود دارد. سیلندر منبسط‌شونده (قرمز) در دمای بالایی نگهداشته می‌شود درحالی که سیلندر متراکم‌شونده (آبی) سرد است. گذرگاه بین این دو سیلندر نیز شامل مولد است.

موتور استرلینگ یا موتور استیرلینگ (به انگلیسی: Stirling engine) که به آن ماشین استرلینگ هم گفته می‌شود یک موتور حرارتی است که در سال ۱۸۱۶ توسط دکتر رابرت استیرلینگ اختراع شد. موتور استیرلینگ قابلیت بازدهی بیشتری نسبت به موتورهای بنزینی و دیزلی دارد اما امروزه موتورهای استیرلینگ فقط در برخی کاربردهای خاص مانند زیردریایی‌ها یا ژنراتورهای کمکی در قایق‌ها (که عملکرد بی صدا مهم است) استفاده می‌شود. اگر چه موتورهای استیرلینگ به تولید انبوه نرسید اما برخی اختراعات پرقدرت با این موتور کار می‌کند.
موتورهای استیرلینگ از چرخه استیرلینگ استفاده می‌کند که مشابه چرخه‌های استفاده شده در موتورهای احتراق داخلی نیست.
گاز استفاده شده در داخل موتورهای استیرلینگ هیچ وقت موتور را ترک نمی‌کند و مانند موتورهای دیزل و بنزینی سوپاپ دود که گازهای پر فشار را تخلیه می‌کند و محفظه احتراق وجود ندارد. به همین علت موتورهای استیرلینگ بسیار بی صدا هستند.
چرخه استیرلینگ از یک منبع حراتی خارجی که می‌تواند هر چیزی از بنزین و انرژی خورشیدی تا حرارت ناشی از پوسیدگی گیاهان باشد استفاده کند و هیچ احتراقی داخل سیلندرهای موتور رخ نمی‌دهد.
نتیجه خالص چرخه استرلینگ ،جذب گرمای |QH|در دمای بالا و دفع گرمای |Qc|در دمای پایین و تحویل کار |QH|-|Qc|=|W|به محیط است.